# Brasilycus peruanus
Brasilycus peruanus is een keversoort uit de familie netschildkevers (Lycidae). De wetenschappelijke naam van de soort werd in 2013 gepubliceerd door Milada Bocáková & Do Nascimento.

## Voorkomen
De soort komt voor in Peru.